# Клековкин, Александр Юрьевич
Александр Юрьевич Клековкин (укр. Олександр Юрійович Клековкін; род. 26 декабря 1953 года, Киев, УССР) — украинский театровед, искусствовед, театральный педагог, режиссёр. Член-корреспондент Национальной академии искусств Украины (2017)

## Биография
Родился в 1953 году в городе Киеве, в семье врачей. Дед по матери, Николай Шараевский, был врачом киевской Александровской больницы. Врачом была также бабушка Ольга Рудольфовна Лемпке и мама Алла Николаевна Шараевская. Окончив киевскую среднюю школу № 92 в 1970 году, в том же году поступил в Киевский государственный институт культуры им. А. Е. Корнейчука (специальность — руководитель самодеятельного театрального коллектива, художественный руководитель курса — Геннадий Макарчук). После окончания института работал ассистентом режиссёра на студии «Укртелефильм». Параллельно поступил в Киевский государственный институт театрального искусства им. И. К. Карпенко-Карого (КГИТИС) на специальность — режиссура драмы (руководитель курса — Владимир Судьин).
После окончания учёбы в 1979 году работал режиссёром-постановщиком в Киевском областном музыкально-драматическом театре им. П. К. Саксаганского в городе Белая Церковь.
В 1986 году закончил ассистентуру-стажировку на кафедре режиссуры Г. А. Товстоногова (ЛГИТМиК, руководитель — М. Сулимов).
Пробовал себя в драматургии: автор девяти пьес, в период с 1990 по 1994 пьесы шли в Житомире и Херсоне (в театре кукол и в Херсонском областном академическом музыкально-драматическом театре им. Н. Кулиша).
Работал в Репертуарно-редакционной коллегии по драматургии Министерства культуры УССР с 1989 по 1991 гг.
Активно работал как театральный критик, журналист (псевдонимы: Олександр Журавлина, Ілько Ґедзь, Олександр Бабе и др.). Был редактором отдела журнала «Украинский театр», заместителем главного редактора журнала «Вестник налоговой службы Украины». Автор большого количества статей, в частности для газеты «День».
Занимал должность начальника Научно-организационного управления Национальной академии искусств Украины (до 2009 года).
Преподаватель кафедры режиссуры сначала Киевского государственного института культуры им. А. Е. Корнейчука (1982 г.), позже кафедры режиссуры (1986 г.) и кафедры театроведения (2004 г.) Киевского национального университета театра, кино и телевидения им. И. К. Карпенко-Карого. В настоящее время преподаёт такие дисциплины как «История режиссуры», «История западноевропейского театра», «Теория драмы», «История театральных терминов», «Текст — контекст — интертекст», «Историография театра» и др. Также преподаёт в Национальной музыкальной академии Украины имени П. И. Чайковского (дисциплины: теория драмы, история режиссуры).
Главный научный сотрудник Института проблем современного искусства НАИ Украины (с 2011 г.), заведующий отделом научно-творческих исследований, информации и анализа ИПСИ НАИ Украины (с 2012 г.).
Член-корреспондент Национальной Академии искусств Украины (с 2017 г.).
Александр Клековкин доктор искусствоведения по специальностям «теория и история культуры», «театральное искусство», профессор. Кандидатскую диссертацию (тема — «Событийно-зрелищное мышление в структуре режиссёрской деятельности», научный руководитель - О. Я. Ремез) защитил в 1991 году Москве, в ВНИИ искусствознания. Докторскую диссертацию (тема — «Сакральный театр в генезисе театральных систем») защитил в 2003 году в Киеве, в НМАУ им. П. И. Чайковского.

## Награды
- Заслуженный деятель искусств Украины (2002)[8].
- Лауреат премии Союза театральных деятелей Украины в сфере театральной критики и театроведения (1993, 2002).
- Лауреат Государственной премии им. И. П. Котляревского (2001).
- Лауреат премии «Книга года» (2002).
- Почётная грамота Министерства культуры и туризма Украины, ЦК Профсоюза работников культуры Украины (2008).
- Почётная грамота Киевского городского головы (2008).
- Серебряная медаль Академии искусств Украины (2011)[9].
- Почётная грамота Верховной Рады Украины (2013).
- Золотая медаль Академии искусств Украины (2016).

## Творчество
Основные научные интересы Александра Клековкина: история и методология режиссуры и театроведения; история театральной терминологии; историография театра. 

### Режиссёрские работы
Киевский областной музыкально-драматический театр им. П. Саксаганского
- 1979 — «Дорога из Чёрного царства» по пьесе Альберта Вербеца
- 1979 — «Прощание в июне» по пьесе Александра Вампилова
- 1980 — «Маленький шарманщик» по пьесе Льва Устинова
- 1980 — «Сын Таращанского полка» по пьесе Петро Панча
- 1981 — «Квадратура круга» по пьесе Валентина Катаева

### Автор пьес
- «Куда ушли запорожцы, или Райские острова»
- «В ожидании Бабе»
- «Как наши деды печь ковыряли»

### Изданные книги
Александр Клековкин автор более 500 трудов, посвящённых вопросам театра.  
- Містерія у генезі театральних форм і сценічних жанрів: Навчальний посібник для вищих навчальних закладів мистецтв і культури / Науковий редактор Р. Я. Пилипчук. — К.:  Міністерство культури і мистецтв України. Київський державний інститут театрального мистецтва ім. І. К. Карпенка-Карого, 2001. — 256 с.
- Сакральний театр: Генеза. Форми. Поетика:  Монографія / Науковий редактор Р. Я. Пилипчук. — К.: Мін. культ. і мист. України. Київський державний інститут театрального мистецтва ім. І. К. Карпенка-Карого, видавництво «АртЕк», 2002. — 272 с.
- Античний театр: Навчальний посібник для вищих навчальних закладів мистецтв і культури / Науковий редактор Р. Я. Пилипчук. — К.: Міністерство культури і мистецтв України. Київський державний університет театру, кіно і телебачення ім. І. К. Карпенка-Карого, видавництво «АртЕк», 2004. — 208 с.
- Блазні Господні: Нарис історії Біблійного театру. Навчальний посібник // Міністерство культури і мистецтв України / Науковий редактор Р. Я. Пилипчук. — К.: «Артек», 2006. — 352 с.
- Античний театр: Навчальний посібник для вищих навчальних закладів мистецтв і культури. Видання друге, доповнене і перероблене / Науковий редактор Р. Я. Пилипчук. — К.: Міністерство культури і туризму України. Київський Національний університет театру, кіно і телебачення ім. І. К. Карпенка-Карого, видавництво «АртЕк», 2007. — 320 с.
- Theatrica / Старовинний театр у Європі від початків до кінця XVIII століття: Лексикон / Науковий редактор Р. Я. Пилипчук. — К.: «АртЕк», 2009. — 568 с.
- Theatrica / Практика сцени: Лексикон / Інститут проблем сучасного мистецтва Національної академії мистецтв України / Науковий редактор Р. Я. Пилипчук. — К.: «АртЕк», 2010. — 448 с.
- Theatrica / Українські старожитності. XVI — початок ХХ ст.: Матеріали до словника / ІПСМ НАМ України / Наук. ред. Р. Я. Пилипчук. — К.: «Арт Економі», 2011. — 424 с.
- Theatrica / Histrionia: Лексикон / ІПСМ НАМ України. — К.: «Арт Економі», 2011. — 216 с.
- Хвала Герострату! Панегирики, эпитафии, а также прочие творения о славных деяниях великих мужей, и не только / Предисл. С. Г. Васильева; ИПСМ НАИ Украины. — К.: «Арт Економі», 2011. — 320 с.
- Theatrica / Антитеатр: Ідеї. Винаходи. Форми. Хронолексикон / ІПСМ НАМ України. — К.: «Арт Економі», 2012. — 96 с.
- Theatrica / Архітектура драми: Історико-термінологічний конспект / ІПСМ НАМ України — К.: «Арт Економі», 2012. — 88 с.
- Даниил Лидер: Человек и его пространство. Из воскресных бесед с Даниилом Данииловичем Лидером, записанных в Его Белой Мастерской в 1994–1999 годах Александром Клековкиным / ИПСМ НАИ Украины. — К.: «Арт Економі», 2012. — 88 с.
- Mise en scène / Марко Кропивницький: Режисерські лейтмотиви. Практичний коментар / ІПСМ НАМ України. — К.: Арт Економі, 2012. — 104 с.
- Theatrica: Лексикон / Інститут проблем сучасного мистецтва НАМ України. — К.: «Фенікс», 2012. — 800 с.[10].
- Theatrica / Фабрика Видовиськ: Лексика українського театру 1917–1930-х років. Матеріали до словника / Інс-т проблем сучас. мистецтва НАМ України. — К.: «Арт Економі», 2013. — 352 с.
- Театр при столику / Інс-т проблем сучас. мистецтва НАМ України. — К.: «Фенікс», 2013. — 432 с.[11]
- Theatrica: Мистецтво байдикування / ІПСМ України НАМ України. — К.: Арт Економі, 2014. — 144 с.
- Політичний театр / ІПСМ України НАМ України. — К.: Арт Економі, 2014. — 160 с.
- Парадокс Курбаса: Історико-етимологічний конспект / ІПСМ України НАМ України. — К.: Арт Економі, 2014. — 176 с.
- Doctor Dappertutto: Театр фантазій Всеволода Мейєрхольда / ІПСМ України НАМ України. — К.: Арт Економі, 2014. — 208 с.
- Brecht: Стратегеми / ІПСМ України НАМ України. — К.: Арт Економі, 2015. — 96 с.
- Навколо Аристотеля: Історико-етимологічний конспект з архітектури драми / ІПСМ України НАМ України. — Вид. 2-е, доп. — К.: Арт Економі, 2015. — 192 с.
- Προλεγόμενα: Розщеплення театру. Вступ до історії театральних термінів і понять / Ін-т проблем сучас. мистец. НАМ України. — К.: Арт Економі, 2015. — 96 с.
- Homo Simultane: Нарис про людину одночасну та її перформанси, скоєні і нескоєні, як у театрі, так і поза його межами / Ін-т проблем сучас. мистец. НАМ України. — К.: Арт Економі, 2015. — 144 с.
- Διάλογος: Вибрані місця з листів, розмов і записників / ІПСМ України НАМ України. — К.: Арт Економі, 2016. — 200 с.
- Дискурс про театр: історіографічний словничок / Передм. А. О. Пучкова; ІПСМ України НАМ України. — К.: Арт Економі, 2016. — 136 с.
- Історіографія театру: Напрями. Школи. Методи. Постаті: Навчальний посібник / Київський національний університет театру, кіно і телебачення ім. І. К. Карпенка-Карого. — К.: АртЕк, 2017. — 336 с.